# Pandémie de Covid-19 en Antarctique
Dernier continent épargné par la pandémie de Covid-19 causé par le coronavirus SARS-CoV-2, l'Antarctique est finalement atteint par cette dernière avec le signalement d'un premier foyer de contagion dans la base General Bernardo O'Higgins en décembre 2020, soit près d'un an après l'apparition des premiers cas de Covid-19 dans la province du Hubei en Chine.

## Contexte
Le 12 janvier 2020, l'Organisation mondiale de la Santé (OMS) confirme qu'un nouveau coronavirus est à l'origine d'une maladie respiratoire lui ayant été signalée le 31 décembre 2019 et qui affecte des dizaines de personnes à Wuhan dans la province du Hubei en Chine,.
Le taux de létalité du Covid-19 est bien inférieur à celui du SRAS de 2003, ou du MERS de 2012, mais le taux de transmission du virus qui en à l'origine est bien plus important que celui du SARS-CoV ou du MERS-CoV, entrainant par conséquent un nombre de décès significatif,. 

## Impact de la pandémie sur la recherche scientifique en Antarctique
Toute personne se rendant dans les stations de recherche du continent antarctique doit subir une période d'isolement et un dépistage. Les stations de recherche antarctiques de l'Australie (Casey, Davis et Mawson), de la Norvège (Tor et Troll) et de l'Allemagne (Dallman, GARS O'Higgins, Gondwana, Kohnen et Neumayer III) disposent de respirateurs et de tests Covid. Le British Antarctic Survey a, de son côté, mis en place des mesures de précaution.  
L’impact de la pandémie de Covid-19 sur les transports de personnes a entraîné des complications lorsque le personnel du British Antarctic Survey a été évacué du continent. 
Au 14 avril 2020, les bases antarctiques se limitent à des équipages réduits au strict nécessaire, les entrées de visiteurs sont restreintes et la recherche scientifique affectée.  De plus, plusieurs conférences sur le thème de l'Antarctique prévues pour la mi-2020 ont été annulées en raison de la pandémie.

## Historique

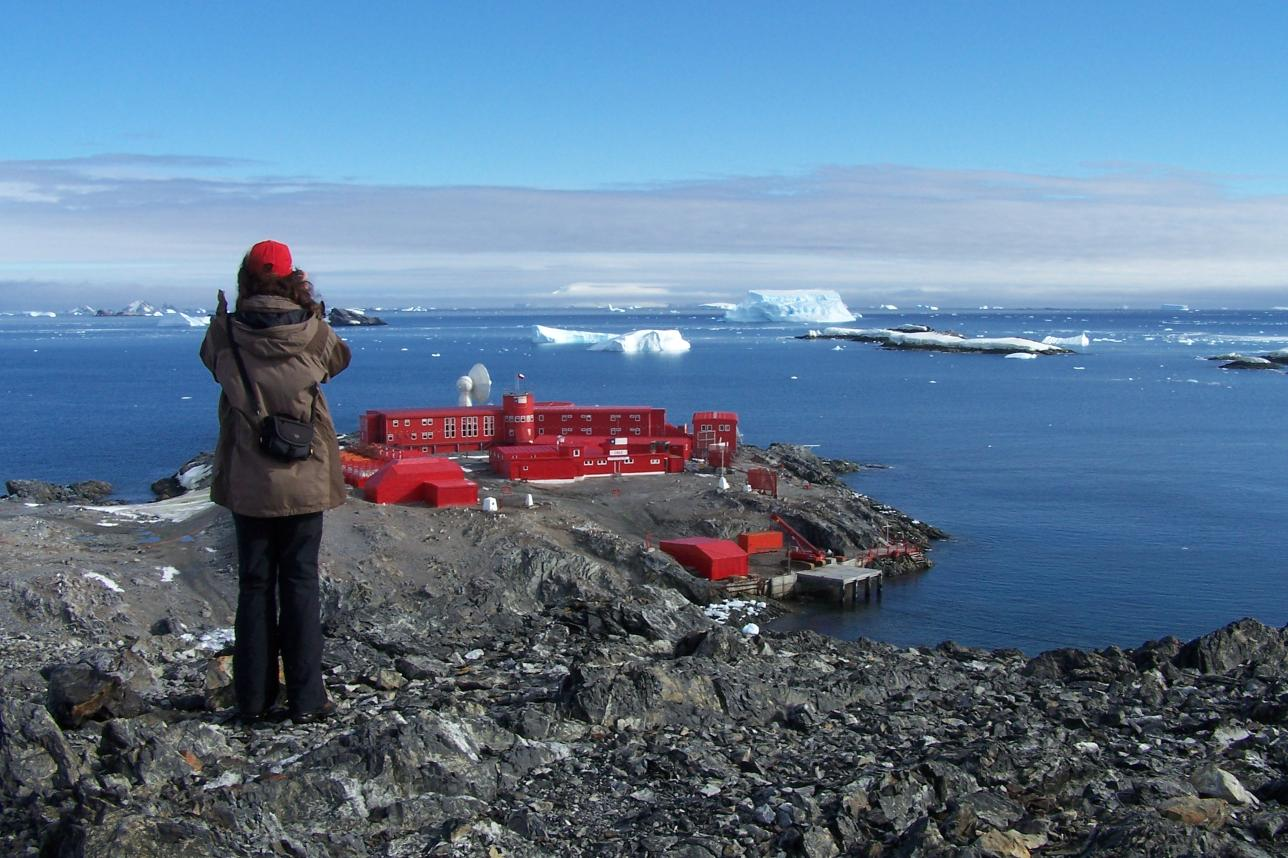
Vue de la base General Bernardo O'Higgins, où les premiers cas de COVID-19 en Antarctique ont été signalés.

En avril 2020, le Greg Mortimer (en), un navire de croisière à destination de l'Antarctique se retrouve coincé au large des côtes de l'Uruguay (où les passagers n'ont tout d'abord pas été autorisés à débarquer, à l'exception de six d'entre eux dans une situation médicale critique) après que 128 des 217 personnes à bord ont été testées positifs au SARS-CoV-2,.
Le 21 décembre 2020, le gouvernement chilien annonce les premiers cas officiels de Covid-19 sur le continent. Au moins 36 personnes, dont 10 civils et 26 officiers de l'armée de terre et de la marine chiliennes, ont été testées positives au SARS-CoV-2 après avoir contracté le virus sur la base General Bernardo O'Higgins, en Antarctique continentale, où ils effectuaient des travaux de maintenance. Leur contamination remonterait à une dizaine de jours avant les déclarations du gouvernement chilien. Les cas Covid développent, pour la plupart d'entre eux, des symptômes à bord du navire Sargento Aldea et sont soignés à leur retour sur le continent américain à Punta Arenas et Talcahuano,,,.